# David Ménard
Ne doit pas être confondu avec David Renard.
David Ménard, né en 1984, à Green Valley (en Ontario), est un écrivain canadien de langue française (franco-ontarien), à la fois traducteur, poète et romancier.

## Biographie
Traducteur, poète et romancier, David Ménard a étudié en Lettres françaises à l’Université d’Ottawa. Son mémoire en création littéraire a été dirigé par Robert Yergeau. ll a publié un roman et quatre recueils de poésie dans lesquels il s’intéresse au couple, à la religion, à l’amour, mais aussi aux malaimés et surtout, aux femmes laissées pour compte de l’Histoire. L’art épistolaire, la prose et la poésie se marient dans ses œuvres rédigées dans une écriture hybride qui relève souvent de l’exercice de style.
Sa première œuvre, Nous aurons vécu nous non plus (2011) est un roman épistolaire dans lequel trois personnages s’échangent des lettres dans lesquelles ils présentent leur vision de l’amour.
Neuvaines (2015), recueil de poésie dans lequel le narrateur envoie des prières amoureuses à un être désormais absent, a été adapté au théâtre par le Théâtre du Trillium, et il est également lauréat du Prix de poésie Trillium (2016) et du Prix de l’Association des écrivains francophones d’Amérique.
Le ciel à gagner (2017), recueil de poésie sur l’univers de tour de bureaux et le côté absurde de la vie du neuf à cinq, constitue un guide pour échapper à la grisaille urbaine et consoler les personnes dont les ambitions de carrière ont été déçues. Cette œuvre est inspirée des années de travail de l’auteur à la fonction publique fédérale.
L’autre ciel (2017), récit poétique portant sur la transformation et la quête de l’autre en soi, retrace le pénible parcours de Marie-Madeleine, une femme trans ex-prostituée sur le point de subir une chirurgie de changement de sexe.
Sa cinquième œuvre, Poupée de rouille (2018), est un conte poétique féministe s’inspirant librement de l’histoire de Marie-Josephte Corriveau, dite « la Corriveau », personnage de la Nouvelle-France ayant été pendu dans une cage sur la place publique et l’une des figures de sorcière les plus populaires du folklore canadien-français.
L’aurore martyrise l’enfant (2023), son plus récent roman, parsemé de jeu de mots et de références religieuses, raconte la terrible d’Aurore Gagnon du point de vue de sa belle-mère et de sa meurtrière, Marie-Anne Houde (dite la marâtre).
En 2023, David Ménard est invité d’honneur au Salon du livre de l’Outaouais où il représente l’Ontario français.

## Œuvres

### Romans
- Nous aurons vécu nous non plus, Ottawa, Éditions L'Interligne, 11 janvier 2011, 80 p. (ISBN 9782923274775)
- L'aurore martyrise l'enfant, Ottawa, Les Éditions L'Interligne, 1er février 2023, 192 p. (ISBN 9782896997831)

### Poésie
- Neuvaines, Ottawa, Éditions L'Interligne, 18 février 2015, 144 p. (ISBN 9782896994403)
- Le ciel à gagner, Ottawa, Éditions L'Interligne, 20 septembre 2017, 146 p. (ISBN 9782896995691)
- L'autre ciel, Sudbury, Éditions Prise de parole, 15 septembre 2017, 123 p. (ISBN 9782897440725)
- Poupée de rouille, Ottawa, Éditions L'Interligne, 3 octobre 2018, 144 p. (ISBN 9782896995721)
- « De toute les histoires », dans Andrée Lacelle, Poèmes de la résistance, Sudbury, Prise de parole, 2019, 109 p. (ISBN 9782897441845, lire en ligne)
- « De cendre et d'écume », dans André Lacelle, Poèmes de La Cité, Ottawa, Éditions David, 2020, 96 p. (ISBN 978-2-895-97728-5, lire en ligne)

## Prix et honneurs
- 2016 - Prix de l’Association des écrivains francophones d’Amérique, pour Neuvaines[14]
- 2016 - Prix de poésie Trillium, pour Neuvaines[6]
- 2016 - Finaliste des Prix littéraires LeDroit (catégorie poésie), pour Neuvaines[15]
- 2016 - Finaliste du Prix littéraire Émergence de l’Association des auteures et des auteurs de l’Ontario français, pour Neuvaines (2016)[16]
- 2018 - Finaliste des Prix littéraires LeDroit, catégorie poésie, pour Le ciel à gagner[17]
- 2019 - Finaliste du Prix Christine-Dumitriu-van-Saanen, pour Poupée de rouille[18]
- 2019 - Finaliste du Prix de poésie Trillium, pour Poupée de rouille[19]
- 2019 - Finaliste du Prix littéraire des enseignants de français AQPF-ANEL, pour Poupée de rouille[20]
- 2020 - Finaliste du Prix Champlain, pour Poupée de rouille[15]
- 2023 - Invité d’honneur au Salon du livre de l’Outaouais (représentant de l’Ontario français)